# 五代史伶官传序
五代史伶官传序是宋代政治家，文学家欧阳修所作《新五代史》中伶官传的序文，其中提出了王朝盛衰由人事的观点，讲述了庄宗李存勖接受晋王李克用遗命，奋发图强为父除恨。功成之后安于享乐，因而身亡，死于伶官郭从谦之手的故事概述。

## 作品影响
- 思想影响：此文提出了“盛衰由人”的思想。明代学者茅坤称赞此文是“千年绝调”，清代学者沈德潜评论[4]说：“抑扬顿挫，得《史记》神髓，《五代史》中第一篇文字。”
- 文学影响：明代学者高启评论此文说：“欧阳文忠先生文章，如其为人，卓然不群。”
- 史学影响：此文对后唐庄宗由盛转衰的过程进行了分析，揭示了其失败的原因，明代学者王世贞在《艺苑卮言》中说[5]：“《伶官传序》一篇，为五代史之冠。”其为后世研究五代史提供了重要的史料。

## 创作背景
北宋王朝由盛转衰，统治者不思进取贪于安乐，而宋太祖时所作的《五代史》成书太快，缺乏实证。欧阳修认为其“繁猥失实”，无助于劝善惩恶。欧阳修崇尚儒家思想，积极入世，反对佛教思想，力主改革时政。他认为，宋朝统治者应该吸取历史教训，居安思危，防微杜渐，励精图治，不要满足表面的虚荣。